# 3768 Монро
3768 Монро (3768 Monroe) — астероїд головного поясу, відкритий 5 вересня 1937 року.
Тіссеранів параметр щодо Юпітера — 3,143.